# Christophe Sercu
Christophe Sercu (16 oktober 1970) is bekend als wielermanager. Hij is de zoon van de weg- en baanrenner Patrick Sercu en de kleinzoon van profwielrenner Albert Sercu.

## Manager
Hij kreeg eerst een economische opleiding en deed sinds 1995 ervaring op wat sportmanagement betreft.
Van 2000 tot en met 2004 was Christophe Sercu algemeen manager van de Lotto-wielerploegen.
Christophe Sercu werd in oktober 2004 aangesteld als manager van de toenmalige Chocolade Jacques-wielerploeg. Sinds 2010 oefent hij deze functie uit voor de wielerploeg Topsport Vlaanderen, die 20 profrenners telt, een voortzetting van de vorige ploeg.
Sercu is ook betrokken bij de organisatie van meerdere wielerwedstrijden.